# Język yanzi
Język yanzi – język z rodziny bantu, używany w Demokratycznej Republice Konga. W 1977 roku liczba mówiących wynosiła ok. 165 tysięcy.